# Mastoptera minuta
Mastoptera minuta är en tvåvingeart som först beskrevs av Lima 1921.  Mastoptera minuta ingår i släktet Mastoptera och familjen lusflugor. Inga underarter finns listade i Catalogue of Life.